# フランポネ

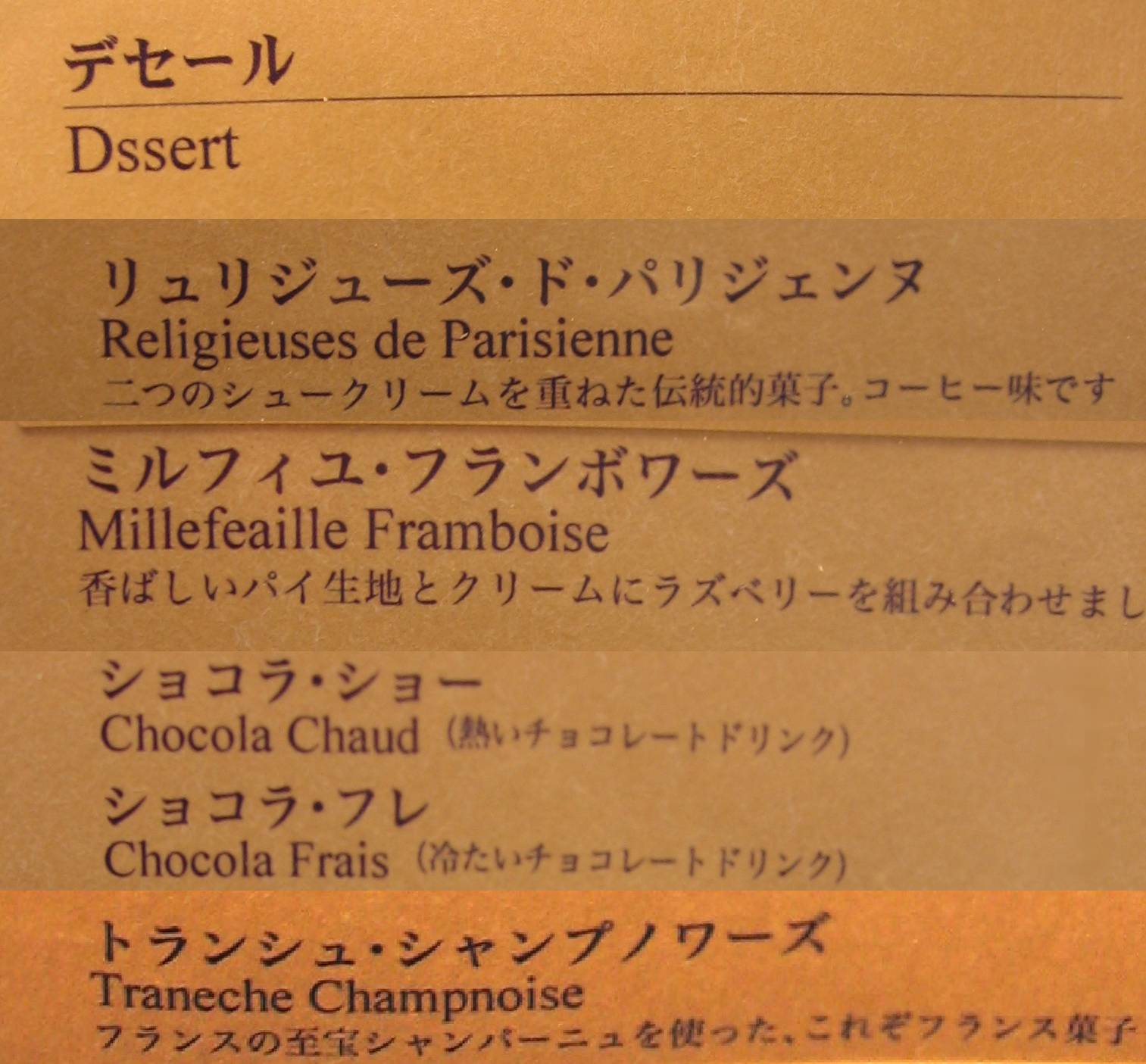
神戸のレストランのメニューに見られるフランポネ。スペルミスやフランス語として意味を成さなくなってしまう間違いが数多く存在する。

フランポネ (フランス語: franponais) とは、日本におけるフランス語の誤用を指す。フランス語で、「フランス語」を意味するfrançaisと「日本語」を意味するjaponaisからなるかばん語である。フランポネは「franponais」以外にも、「flançais」、「flanponais」とも綴られる。これらはEngrishに見られるように、日本文化圏において代表とされる、「L」と「R」の同一視を揶揄している。  
日本ではフランス語がフランス料理やフランスのファッション、ヘアースタイル、菓子、店の看板、Tシャツ、レストランのメニューなどに用いられている。しかし、時には文法的に間違っていたり、スペルがおかしかったりするなどの理由でフランス語を母語とする人たちには滑稽に映ってしまい、「外国人（この場合日本人）が使う間違ったフランス語」という皮肉を含んだ意味でも使われる。